# Chilocorus bipustulatus
Chilocorus bipustulatus је инсект из реда тврдокрилаца (Coleoptera) и породице бубамара (Coccinellidae).

## Распрострањење и станиште
Настањује целу Eвропу (изузев Исланда). У Азији није присутна у источном делу. У Србији је углавном има у северним деловима, док је нешто ређа на већим надморским висинама.

## Опис
Chilocorus bipustulatus је мала бубамара црне боје. На црним покрилцима, у централном делу, налазе се три или четири ситне тачкице у једнј равни. Тело јој је дугачко 3–4 mm.

## Галерија
- ларва
- адулт